# André le Magnifique
Pour l’article homonyme, voir André le Magnifique (film).
André le Magnifique est une pièce de théâtre comique, qui fut jouée de 1996 à 2000. Elle a été écrite et mise en scène par Isabelle Candelier, Loïc Houdré, Patrick Ligardes, Denis Podalydès et Michel Vuillermoz,,.

## Intrigue
L'histoire se passe à Vigoule, une petite localité campagnarde. Alexis Ader, ancien maire de la ville, aidé de sa femme Janine, va essayer de monter une pièce qui sera jouée dans le théâtre de la commune, près de trente ans après la dernière ! Cette pièce racontera l'histoire de Vigoule, et de sa création par le chevalier Sainte-Germaine ; l'auteur de cette pièce n'est autre qu'Alexis Ader. Janine, sa femme, jouera la femme du preux chevalier.
Afin de l'aider à monter cette pièce, le couple fait appel à Norbert, homme à tout faire qui s'occupe des décors, des costumes et de la régie, et André, le jardinier municipal, qui gardera le théâtre et fera le souffleur. Ader recrute aussi Jean-Pascal Faix, un acteur professionnel parisien en bout de course, pour interpréter le chevalier.

## Distribution
- Michel Vuillermoz : André Lagachigue
- Jean-Luc Porraz : Jean-Pascal Faix
- Patrick Ligardes : Alexis Ader
- Isabelle Candelier : Janine Ader
- Loïc Houdré : Norbert

## Distinctions

### Récompenses
- Molières 1998 : 
  - Molière de la meilleure pièce de création
  - Molière du meilleur spectacle comique
  - Molière de l'auteur
  - Molière de la révélation théâtrale pour Isabelle Candelier et Michel Vuillermoz

### Nomination
- Molières 1998 : Molière de la comédienne dans un second rôle pour Isabelle Candelier

## Adaptation cinématographique
À noter qu'en 2000, les créateurs/acteurs de la pièce décident de l'adapter au cinéma, en gardant les mêmes acteurs et la même histoire, et confient la réalisation à Emmanuel Silvestre et Thibault Staib.